# Herinneringsmedailles van de Achtlandenalliantie
De herinneringsmedailles van de Achtlandenalliantie zijn militaire medailles ter herinnering aan de Bokseropstand.
Keizer Wilhelm II van Duitsland heeft na het neerslaan van de Bokseropstand opgeroepen tot het instellen van een gezamenlijke herinneringsmedaille van de acht verbonden naties. Daarvan is niets gekomen. Toch hebben zeven van de landen die troepen aan de campagne bijdroegen tussen 1901 en 1908 herinneringsmedailles of campagnemedailles ingesteld.
Ieder land koos voor een eigen ontwerp en de linten zijn ook verschillend. Sommige landen kozen ervoor om de militairen die daadwerkelijk hebben gevochten met zilveren medailles te onderscheiden. Voor de ondersteunende troepen, de zeelieden die de expeditie naar China brachten en de trots was er dan een bronzen medaille.
- Keizerrijk Rusland: de Medaille voor de Campagne in China in zilver en in brons. 1901
- Japans Keizerrijk: de Militaire Eremedaille ter Herinnering aan de Bokseropstand (Japan) 1901
- Verenigd Koninkrijk: de Medaille voor de Oorlog in China in zilver en in brons. 1901
- Frankrijk: de Herinneringsmedaille aan de Expeditie naar China (1901)
- Verenigde Staten: 
  - Voor het Amerikaanse leger was er de China-Campagnemedaille 1908
  - Voor de marine en de mariniers was er de Medaille voor de Ontzettingsexpeditie in China 1908
- Duitse Keizerrijk: de China-Herdenkingsmunt in zilver en in brons. (1901)
- Oostenrijk-Hongarije: dit land heeft geen herinneringsmedaille ingesteld.
- Italië: de Chinamedaille 1901